# تی وست
تی وست (انگلیسی: Ti West؛ زادهٔ ۵ اکتبر ۱۹۸۰) کارگردان، تهیه‌کننده، فیلمنامه‌نویس، تدوینگر، فیلمبردار و بازیگر آمریکایی است که بیشتر به خاطر فعالیت در فیلم‌های ترسناک شناخته می‌شود. او کارگردانی فیلم‌های ترسناک خانه شیطان (۲۰۰۹)، هفت‌آیین (۲۰۱۳)، ایکس (۲۰۲۲) و وسترن در دره خشونت (۲۰۱۶) را بر عهده داشت. او همچنین در تعدادی فیلم بازی کرده‌است، بیشتر در فیلم‌هایی که خود او یا جو سوانبرگ کارگردانی کرده‌اند.

## فیلم‌شناسی

### فیلم
| سال  | عنوان                  | کارگردان | فیلم‌نامه‌نویس | تدوین‌گر | تهیه‌کننده | یادداشت‌ها        |
| ---- | ---------------------- | -------- | ------------ | ------- | --------- | ---------------- |
| ۲۰۰۵ | خروس                   | آری      | آری          | آری     | نه        | همچنین آهنگساز   |
| ۲۰۰۷ | مرد ماشه‌ای             | آری      | آری          | آری     | آری       | همچنین فیلمبردار |
| ۲۰۰۹ | خانه شیطان             | آری      | آری          | آری     | نه        |                  |
| ۲۰۰۹ | کلبه تب‌دار ۲: تب بهاری | آری      | داستان       | نه      | نه        |                  |
| ۲۰۱۱ | مسافرخانه‌داران         | آری      | آری          | آری     | آری       |                  |
| ۲۰۱۳ | هفت‌آیین                | آری      | آری          | آری     | آری       |                  |
| ۲۰۱۶ | در دره خشونت           | آری      | آری          | آری     | آری       |                  |
| ۲۰۲۲ | ایکس                   | آری      | آری          | آری     | نه        |                  |
| ۲۰۲۲ | پرل                    | آری      | آری          | آری     | نه        | همچنین آهنگساز   |
| ۲۰۲۴ | ماکسین                 | آری      | آری          | آری     | آری       |                  |

بازیگری
| سال  | عنوان             | نقش      | یادداشت          |
| ---- | ----------------- | -------- | ---------------- |
| ۲۰۰۵ | خروس              | استاد    |                  |
| ۲۰۰۹ | خانه شیطان        | معلم     |                  |
| ۲۰۱۱ | تو بعدی هستی      | طارق     |                  |
| ۲۰۱۱ | گلوله‌های نقره‌ای   | بن       |                  |
| ۲۰۱۲ | Marriage Material |          | همچنین فیلمبردار |
| ۲۰۱۲ | تمام نور در آسمان | کارگردان |                  |
| ۲۰۱۳ | هم‌پیاله‌ها         | دیو      |                  |

### تلویزیون
| سال  | عنوان              |
| ---- | ------------------ |
| ۲۰۱۵ | جیغ                |
| ۲۰۱۵ | جنوب جهنم          |
| ۲۰۱۶ | ویوارد پاینز       |
| ۲۰۱۷ | رانده‌شده           |
| ۲۰۱۷ | جن‌گیر              |
| ۲۰۱۹ | گذرگاه             |
| ۲۰۱۹ | اتاق‌ها             |
| ۲۰۱۹ | ساکن               |
| ۲۰۱۹ | موسیقی متن         |
| ۲۰۲۰ | داستان‌هایی از حلقه |
| ۲۰۲۱ | آنها               |